# الساندرو اورسینی
الساندرو اورسینی (به انگلیسی: Alessandro Orsini) (زاده ۱۴ آوریل ۱۹۷۵) جامعه‌شناس و پژوهشگر ایتالیایی در حوزه تروریسم و دانشیار در دانشگاه لوئیس در رم ایتالیا است.

## زندگی اولیه و تحصیل
اورسینی بر ۱۴ آوریل ۱۹۷۵ در ناپل زاده شد. او پسر آرتورو اورسینی، روان‌شناس یونگی بود که بعدها استاد نظریه و تکنیک‌های آزمایش شخصیت و مدیر دانشکده روان‌شناسی بالینی در دانشگاه ساپینزا رم شد. هنگامی که اورسینی ۱۵ ساله بود، خانواده‌اش به لاتینا نقل مکان کردند، جایی که او در دبیرستان کلاسیک دانته آلیگری تحصیل کرد. او مدرک جامعه‌شناسی را از دانشگاه ساپینزا گرفت و سپس از دانشگاه روما تری دکتری دریافت نمود.

## شغل
در نوامبر ۲۰۰۴، اورسینی به عنوان پژوهشگر در دانشگاه آزاد مدیترانه‌ای مشغول به کار شد. او وظایف تدریس داشت و در سال ۲۰۰۷ به دلیل غیبت از دانشگاه توبیخ شد. چندین جامعه‌شناس مشهور و اتحادیه فدراسیون کارکنان آموزش و پرورش در حمایت از اورسینی به دانشگاه نامه نوشتند. او متعاقباً پژوهشگر جامعه‌شناسی پدیده‌های سیاسی در دانشگاه تورورگاتا رم بود، جایی که از سال ۲۰۱۳ تا ۲۰۱۶ مدیریت مرکز مطالعات تروریسم را با تمرکز بر تروریسم اسلامی در اروپا بر عهده داشت.  کتاب او درباره داعش بخاطر بهترین کار در مورد یک موضوع امور جاری که در سال 2016 توسط انتشارات ریتسولی لیبری منتشر شده، برنده جایزه شد.
اورسینی در دانشگاه لوئیس، دانشیار است و جامعه‌شناسی عمومی و جامعه‌شناسی تروریسم تدریس می‌کند. از سال ۲۰۱۱ تا ۲۰۲۲، او همچنین همکار پژوهشی مرکز مطالعات بین‌المللی دانشگاه MIT یا مؤسسه فناوری ماساچوست در ایالات متحده بود، جایی که او به عنوان پژوهشگر مهمان در هر دو بخش علوم سیاسی و مرکز مطالعات بین‌المللی فعالیت داشت. علایق پژوهشی او بر «استراتژی‌های دسترسی به گروه‌های خشونت‌آمیز با انگیزه نفرت ایدئولوژیک» متمرکز است. او بنیانگذار و مدیر رصدخانه امنیت بین‌المللی دانشگاه LUISS و وب‌سایت خبری «امنیت بین‌المللی» است. او عضو هیئت مشاوره علمی مجله «مطالعات در تضاد و تروریسم»، شبکه آگاهی از رادیکالیزاسیون شورای اروپا و کمیته «سناریوهای آینده» از اداره کل نیروهای مسلح ایتالیا است.
از سال ۲۰۱۹ تا ۲۰۲۲، اورسینی ستون‌نویس روزنامه «ایل مساجرو» بود و مقالاتی در مورد مسایل ژئوپلیتیکی و بین‌المللی می‌نوشت. پس از آغاز حمله روسیه به اوکراین، او به دلیل اختلاف با سردبیر ماسیمو مارتینلی، «ایل مساجرو» را ترک کرد. او متعاقباً به دعوت سردبیر مارکو تراواگلیو ستون‌نویس «ایل فاتو کوتیدیانو» شد.

### مدل DRIA
اورسینی بر اساس شرح حال تروریست‌ها، مدلی را که خود آن را مدل DRIA (تجزیه، بازسازی، انسجام، بیگانگی) می‌نامد، برای تشریح فرآیند رادیکال شدن توسعه داده‌است. اورسینی می‌گوید این تحلیل در مورد تروریست‌های حرفه‌ای صدق می‌کند. او این افراد را کسانی تعریف می‌کند که آماده‌اند تا جان خود را برای یک ایدئولوژی سیاسی-مذهبی فدا کنند - ایدئولوژی‌ای که با این باور مشخص می‌شود که جهان، به شکلی که هست، کاملاً فاسد است ("فاجعه‌گرایی رادیکال") و محکوم به نابودی است ("در انتظار پایان")، و همچنین وسواس خلاص شدن از شر جهان، غیرانسانی کردن دشمنان، لذت بردن از شهادت و آزار و اذیت، و این باور که هدف، وسیله را توجیه می‌کند. به گفته اورسینی، این فعالیت به یک نیاز معنوی برآورده نشده برای معنابخشی به زندگی تروریست‌ها پاسخ می‌دهد.
مدل دریا شامل چهار مرحله است:
- D – مرحله تجزیه(Disintegration) هویت اجتماعی (حاشیه اجتماعی). فرد دچار بحرانی می‌گردد که در آن حس قبلی از خود از بین می‌رود و منجر به "گشایش شناختی" و جستجوی شیوه جدیدی از زندگی می‌شود.[۱۵][۱۹] رادیکالیزاسیون تنها یکی از پیامدهای ممکن است؛ بسیاری از تحولات سالم دیگر نیز در این مرحله امکان‌پذیر است.[۱۵]
- R – مرحله بازسازی (Reconstruction) هویت اجتماعی (کسب ذهنیت "کد دودویی"). فرد با یک ایدئولوژی رادیکال در تماس قرار می‌گیرد و آن را می‌پذیرد که اساساً دیدگاه او را نسبت به جهان و معنای زندگی انسان از نظر مبارزه بین خیر و شر تغییر می‌دهد.[۱۴][۱۵]
- I – مرحله انسجام (Integration) در فرقه انقلابی (ورود به یک گروه سیاسی-مذهبی یا "جامعه انقلاب مطلق"). فرد کم و بیش به یک گروه تروریستی وابسته می‌شود، چه از طریق تماس و انسجام واقعی و چه با تصور اینکه بخشی از گروه است (گرگ تنها).[۱۵]
- A – مرحله بیگانگی (Alienation) از جهان اطراف (جدایی از واقعیت). این یک مرحله حیاتی است که تروریست را به نقطه‌ای می‌رساند که قادر به قتل دیگران می‌شود و بیانگر تکمیل فرآیند رادیکال شدن اوست.[۱۵]

## آثار و استقبال

### کتابکالبدشکافی بریگادهای سرخ

#### نسخه ایتالیایی
در سال ۲۰۰۹، اورسینی کتابی با روش تک‌نگاری در مورد انگیزه‌های کسانی منتشر کرد که به بریگاد سرخ - یک گروه چپ افراطی - پیوسته بودند. این کتاب ابتدا به ایل مولینو، ناشر برتر علوم اجتماعی ایتالیا، ارائه شده بود که انتشار آن را رد کرد و آنگاه توسط انتشارات روبتینو ادیتوره منتشر شد. اسپنسر ام. دی اسکالا، مورخ متخصص در سوسیالیسم ایتالیایی، مقدمه این کتاب را نوشته است.
اورسینی برای ارائه دیدگاه خود در مورد بریگادهای سرخ از روش مطالعه موردی استفاده کرد که قتل سیاسی، چه از سوی چپ افراطی باشد و چه از سوی گروه‌های نئونازی، چه از سوی کنشگران غیردولتی و چه از سوی گروه‌هایی مانند رژیم پل پوت که دستگاه دولتی را به دست گرفته‌اند، با انگیزه تفکر مسیحایی انجام می‌شود. فرقه‌های مذهبی یا سیاسی خشونت‌آمیز هنگامی در تبدیل اعضای خود به تروریست موفق می‌شوند که بتوانند این باور را به آنها القا کنند که این گروه مأموریتی معنوی برای پاکسازی جهان از فساد دارد.
ریچارد دریک، مورخ اروپای معاصر، تاریخ ایتالیا و تروریسم، پس از انتشار کتاب، بحث اورسینی در مورد پیشینه بریگادهای سرخ را به عنوان «شاهکار تاریخ فکری» توصیف کرد که نه تنها تلاش می‌کند تاریخ تروریسم ایتالیا، بلکه منبع تفکر تروریستی را نیز توضیح دهد. گویدو پانوینی، مورخ اجتماعی که بر تاریخ اروپا و خشونت سیاسی و تروریسم تمرکز دارد، باورمند بود که طیف گسترده‌ تشابهات تاریخی ذکر شده توسط اورسینی، اگرچه بینش‌های بسیاری ارائه می‌دهد ولی ممکن است خواننده را تا حدودی گیج کند ولی پیوندی را که اورسینی بین خشونت تروریستی و رفتار رادیکال‌های راست‌گرا و رژیم‌های تمامیت‌خواه برقرار کرده بود، بسیار جالب یافت. این اثر برنده جایزه تاریخ Acqui شد.

#### نقد و بررسی ترجمه انگلیسی
دو سال بعد، ترجمه‌ای از کتاب «کالبدشکافی بریگادهای سرخ» توسط انتشارات دانشگاه کرنل منتشر شد. این کتاب نقدهای کاملاً متفاوتی دریافت کرد: در حالی که برخی بر سهم آن در درک طرز فکر تروریست‌ها تأکید داشتند، برخی دیگر به ویژه از فقدان تاریخ‌گرایی انتقاد کردند.
- لورنس فریدمن، پژوهشگر مطالعات استراتژیک و منتقد دو ماهنامه فارن افرز این اثر را در انتخاب خود از بین سه عنوان برتر در موضوعات «نظامی، علمی و فناوری» منتشر شده در سال ۲۰۱۱ قرار داد.[۲۶]
- آر. جی. بی. بوسورث، مورخ متخصص در ایتالیای فاشیست، کتاب را مورد انتقاد قرار داد و استقبال مثبت از آن در ایتالیا را به احساسات طرفداری از برلوسکونی نسبت داد.[۲۵]
- آنا سنتو بول، استاد تاریخ، سیاست و فاشیسم ایتالیا، نتیجه‌گیری‌های اورسینی را تحریک‌آمیز ولی «بیش از حد یک‌جانبه برای اقناع کردن» دانست. از این جهت که آنها نه تنها زمینه تاریخی و فرهنگی که باعث ظهور بریگاد سرخ شد، بلکه تکامل این گروه در طول زمان را نیز کاملاً نادیده می‌گرفتند. استفاده او از مصاحبه‌ها و اسناد داخلی به عنوان منابع عینی نیز انتقاداتی را برانگیخت.[۲۷]
- توبیاس هوف، مورخ تروریسم اروپایی، مسائل مشابهی را مطرح کرد و نوشت که اگرچه این کتاب «بینش جالبی» در مورد طرز فکر بریگادهای سرخ ارائه می‌دهد، اما... فاقد «زمینه‌سازی تاریخی کامل» بوده و «پیشینه سیاسی و اجتماعی و همچنین سنت تاریخی خشونت در ایتالیا» را نادیده گرفته است، و در نتیجه به طور بالقوه پدیده رادیکالیزاسیون را بیش از حد تعمیم داده است.[۲۸]
- رایان شفر، مورخی که بر تاریخ آسیا و اروپا تمرکز دارد و علاقه خاصی به افراط‌گرایی و خشونت سیاسی دارد، تقریباً همین انتقاد را مطرح کزده است، اگرچه او فکر می‌کرد که با وجود این کاستی‌ها، این کتاب «نگاهی ژرف به طرز فکر تروریست‌های سیاسی مدرن» ارائه می‌دهد و به محققان «مدلی نظری برای توضیح مسیر یک فرد از زندگی حاشیه‌ای به اقدام «انقلابی»» می‌دهد.[۲۹]
- برایان سندبرگ، متخصص در تلاقی‌های دین، خشونت و فرهنگ سیاسی اروپا، اورسینی را «رویکردی کاملاً غیرتاریخی» دانست و افزود که عدم بررسی منابع و برداشت‌های سطحی او، او را به تعمیم‌های مشکل‌ساز سوق داده است.[۳۰]
- گیروید بری، مورخ صلح‌طلبی و مذهب در اروپای میان دو جنگ جهانی، تصویر اورسینی از تبار تاریخی بریگادهای سرخ را "عمیقا مشکل‌ساز" دانست زیرا نقشی را که "هژمونی دموکرات‌های مسیحی" در شکل‌گیری این گروه ایفا کرده بود، نادیده گرفته بود. در بحث درباره تلاش اورسینی برای به تصویر کشیدن بریگادهای سرخ به عنوان افرادی که به طور کامل در سنت کمونیسم ایتالیایی قرار دارند و نه کمونیست‌هایی که "بد عمل کرده‌اند"، بری گفت: "لحن خشم و اندوه اورسینی نمی‌تواند نقاط ضعف استدلال‌های دایره‌ای او را پنهان کند".[۳۱]
- فیل ادواردز، مورخ متخصص در رادیکالیسم ایتالیایی، در ... خود ... ارزیابی— تحلیل اورسینی «عمدا غیرتاریخی» بود، در سایه‌ی تعصب سیاسی راست‌گرایانه قرار داشت، و استفاده‌ی او از منابع اولیه، که با گرایش تفتیش عقاید و نقل قول‌های گزینشی مشخص می‌شد، هیچ توجهی به زمینه یا دقت نداشت؛ نتیجه‌ی نهایی، با وجود برخی مطالب واقعاً جالب در مورد رادیکالیزاسیون، نه «کالبدشکافی» بریگادهای سرخ، بلکه «نفرین» بود.[۳۲]
- جولیان بورگ، متخصص در تاریخ‌های فکری تروریسم اروپایی، این کتاب را به باد انتقاد گرفت؛ اورسینی با تکیه بر «الهیات سیاسی تاریخ‌زدایی‌شده برای توضیح پدیده‌های دنیوی بسیار متفاوت» - تا آنجا پیش رفت که ادعا کرد توماس مونتسر، روبسپیر، مائو و بریگادیست ماریو مورتی جهان‌بینی یکسانی داشتند - و مانند فیلسوفان اوایل قرن بیستم، علت اصلی همه معضلات سیاسی را در حوزه مذهبی یافتند.[۱۶]
- جان وگلرز، متخصص در جنبش‌های راست افراطی و اجتماعی ایتالیا، این کتاب را ناامیدکننده یافت؛ او گفت که استدلال اصلی کتاب بر شواهد گلچین‌شده استوار است، زمینه تاریخی و فرهنگی فاقد آن است، به طوری که تأثیرات کلیسای کاتولیک و جنگ داخلی ایتالیا اصلاً در آن دیده نمی‌شود، و دستگاه نظری اورسینی دهه‌ها قدمت دارد و دوران اوج خود را در دهه ۱۹۶۰ گذرانده است.[۳۳]
- جفری هرف، مورخ متخصص در تاریخ اروپا و کمونیسم در دوران جنگ سرد، نسبت به این الزامات تاریخ‌گرایی انتقاد بیشتری داشت و این اثر را «رویگردانی خوشایند از تقلیل‌گرایی علوم اجتماعی» خواند؛ برای هرف، منابع اولیه‌ای که اورسینی کشف کرد بسیار ارزشمند بودند زیرا به او اجازه دادند نشان دهد که چگونه «ایدئولوژی آخرالزمانی» به جای «دغدغه‌های مادی» می‌تواند انگیزه خشونت باشد.[۳۴]
- پاول جی. اسمیت، استاد امور امنیت ملی، به همین ترتیب، این کتاب را به عنوان یک «مطالعه قدرتمند و جامع» توصیف کرد که «چارچوبی تبیینی» برای اقدامات و انگیزه‌های تیپ‌های سرخ ارائه می‌دهد و «سهمی عظیم» در این زمینه دارد.[۳۵]
- جان آر. هال، استاد جامعه‌شناسی در دانشگاه کالیفرنیا، دیویس، گفت که تحلیل اورسینی از بریگادهای سرخ را به عنوان یک "فرقه فعال" شبه‌مذهبی قانع‌کننده یافته است و با تحلیل خودش از جنبش‌های آرمان‌شهری سازگار است.[۳۶] هال نتیجه گرفت که این کتاب «تصویری قانع‌کننده و توصیفی از تروریسم مذهبی به عنوان نوعی کنش اجتماعی سازمان‌یافته» ارائه می‌دهد.[۳۶]
- سوما چودوری، جامعه‌شناسی که در زمینه جنسیت، جنبش‌های اجتماعی و خشونت مطالعه می‌کند، گفت که اورسینی فرآیندی را که طی آن مردم عادی از طریق مفهوم "آموزش عدم تحمل" - "دیدگاه آخرالزمانی از تاریخ" که در آن جهان توسط دشمنان بشریت - "خوک‌ها" - اداره می‌شود، تبدیل به قاتل می‌شوند، تجزیه و تحلیل کرده است.[۳۷]  او در پایان گفت: «این کتابی منحصر به فرد است و ارزیابی من این است که محققان در آینده آن را با مونوگرافی کریستوفر براونینگ در مورد هولوکاست نازی‌ها، «مردان معمولی» مقایسه خواهند کرد.»"[۳۷]
- الکس پی. اشمید از مرکز بین‌المللی مبارزه با تروریسم (ICCT) این کتاب را به عنوان اثری «عالی» در سال ۲۰۱۴ ستود و آن را به عنوان نمونه‌ای از افزایش تعداد محققان خوب در این حوزه برجسته کرد.[۳۸]

### کتابفداکاری: زندگی من در یک شبه‌نظامی فاشیستی
در اوایل دهه ۲۰۱۰،  اورسینی خود را در دو [موضوع] فاشیستی جای داد. به مدت سه ماه در میان شبه‌نظامیان به نمایش گذاشته شد تا دیدگاهی خودمردم‌نگارانه به دست آورد که بعدها با عنوان «فداکاری: زندگی من در یک شبه‌نظامی فاشیست» منتشر شد. آر. جی. بی. باسورث این اثر را تصویری غیرانتقادی یافت که کاملاً با فاشیست‌ها همدلانه است. کریستین اولیوو، متخصص در سیاست مخالفت اجتماعی در اروپای شرقی-مرکزی پساکمونیستی، تحت تأثیر توصیف دست اول اورسینی از گسست با «ایدئولوژی بورژوایی» رایجِ اجتناب از درگیری و حفظ خود قرار گرفت که ناشی از تأکید گروه‌های فاشیستی بر ورزش‌های رزمی مانند MMA بود، که ارزش‌های فداکاری را القا می‌کرد و جستجو را تشویق می‌کرد. منازعه خشونت‌آمیز (با درگیری با گروه‌های چپ افراطی) را به عنوان یک شیوه زندگی شجاعانه رد می‌کند. 

### کتابمرتد چپ: برونو ریزی، نخبه‌گرای دموکرات
ژائو برناردو، مورخ پرتغالی کمونیسم، سرمایه‌داری و فاشیسم، اظهار داشت که اگرچه این کتاب «به‌طور مفید» به بررسی توسعه مواضع سیاسی برونو ریزی از سال ۱۹۳۷ به بعد می‌پردازد، موضوعی که تا حد زیادی در تحقیقات کمبود آن احساس می‌شود ولی او این کتاب را «بشدت ناقص» می‌داند زیرا بحث گسترده‌تر افکار چپ انتقادی در مورد اتحاد جماهیر شوروی را فراتر از «دیدگاه‌های تروتسکی در مورد اتحاد جماهیر شوروی استالینیستی» دربرنمی‌گیرد. با حذف چندین دیدگاه دیگر از اندیشمندان سیاسی ایتالیایی در طول زندگی ریزی و تأثیر آنها بر اندیشه او، این کتاب «برونو ریزی‌ای دلپذیر برای ذائقه معاصر ایجاد می‌کند و هر چیزی را حذف می‌کند که نئولیبرال‌ها به آن علاقه‌ای ندارند» و در نهایت به درک فرد ارائه شده آسیب می‌رساند.

## دیدگاه‌ها

### اوکراین
اورسینی با شرکت به عنوان مهمان برنامه گفتگوی جنجالی حمله روسیه به اوکراین، محبوبیت بسیاری پیدا کرد، جایی که او بارها انتقاد خود را از توسعه‌طلبی ناتو نسبت به روسیه و شکست دیپلماسی اتحادیه اروپا ابراز کرد که او آن را از عوامل مشترک جنگ در اوکراین می‌داند. مقالاتی همانند کوریره دلا سرا و لوموند اورسینی را به عنوان اشاعه‌دهنده تبلیغات جنگ روسیه توصیف کرده‌اند. دانشگاه لوئیس، با ترس از آسیب‌های اعتباری، در سال  ۲۰۲۲ بیانیه‌ای صادر کرد و «همبستگی کامل خود را با مردم اوکراین» ابراز نمود.
در مارس ۲۰۲۴، اورسینی مقاله‌ای در «ایل فاتو کوتی‌دیانو» نوشت و در آن اظهار داشت که سربازان و خودروهای ایتالیایی در پایگاه کنستانتسا در رومانی در حال انجام وظیفه هستند و در معرض خطر قریب‌الوقوع شکست نظامی اوکراین قرار دارند. وزارت دفاع ایتالیا این ادعاها را رد کرد و اظهار داشت اظهارات اورسینی «کاملاً نادرست است. سربازان نیروی هوایی ایتالیا که بخشی از گروه ویژه «گلادیاتور» در کنستانتا بودند، در ۳۱ ژوئیه ۲۰۲۳ به ایتالیا بازگشتند» همو افزود «اورسینی یا کاملاً بی‌نیت است یا حتی قادر به مراجعه به منابع وب معمولی نیست.»

### امور ایتالیا
در سال ۲۰۲۳، اورسینی قانونی را تأیید کرد که توسط حکومت ملونی پیشنهاد شده بود و ایجاد مساجد در گاراژها و انبارها را ممنوع می‌کرد. او استدلال کرد این قانون با هدف تشویق مسلمانان به تجمع در مساجد بزرگ و در نتیجه جلوگیری از تجزیه و انزوا و رادیکال شدن وضع شده‌است.